# Castel San Giovanni
Castel San Giovanni (Castell San Giuann in dialetto piacentino) è un comune italiano di 14 281 abitanti della provincia di Piacenza in Emilia-Romagna.

## Geografia fisica
La cittadina e il territorio comunale sono situati nella bassa val Tidone, tra le ultime pendici della fascia collinare e la pianura Padana, presso la riva destra del Po, nella parte ovest della provincia sul confine con la provincia di Pavia. È l'ultimo comune emiliano prima della Lombardia. Il centro storico è situato fra i due rii Lora e Carona, che confluiscono appena a nord della ferrovia, ed è posto alla base di una modesto pendio di origine olocenica originato dal processo erosivo del fiume Po. Alla base di questa piccola scarpata vi sono numerose risorgive, specialmente nel tratto di Fontana Pradosa, dove si sviluppa un percorso denominato appunto "ciclabile dei fontanili".

## Storia
Castel San Giovanni è nel periodo romano sotto la IX regione romana di Liguria (che aveva Genova come capitale), unita poi all'Emilia (Aemilia) e Traspadana (Lombardia) spostando la capitale a Milano (con i governatorati di Genova e Piacenza).
Rimane tutto immutato sotto i Longobardi e sotto i Franchi, poi la Liguria si divide in tre marche, e Castel San Giovanni divenne parte della Marca Obertenga (Liguria Orientale), che successivamente si suddivise in vari rami famigliari.
Nel 1243 e nel 1246 il re Enzo, figlio di Federico II di Svevia, cinse d'assedio il Castello di Olubra, posto ove si trova l'attuale borgo, con l'aiuto dei pavesi senza riuscire a espugnarlo.
Nel 1252 venne distrutto dal pavese Ferrario Cane, e ricostruito da Alberto Scotti (o Scotto), signore di Piacenza, nel 1290.
Tra il XIV secolo e il XVI secolo l'ebbero in feudo i Fontana, gli Arcelli, i Dal Verme e i Pallavicino.
Nel 1436 si formò la Contea di Bobbio e Voghera sotto i Dal Verme, feudatari dei Visconti sotto il Ducato di Milano e il Principato di Pavia e della signoria di Castel San Giovanni, Borgonovo Val Tidone, Pianello Val Tidone, assieme a tutta la Val Tidone ed altri feudi.
Il primo conte è Luigi Dal Verme (1436-1449), a lui succedette il figlio Pietro II Dal Verme (1449-1485); il fratello di questi Taddeo e poi i figli di lui Marc'Antonio e Federico tornarono in possesso di tutti i beni tranne Castel San Giovanni. Le contee di Bobbio, Voghera, la signoria di Castel San Giovanni e tutti feudi vermeschi furono dapprima assegnate alla camera ducale nella persona del duca di Milano Ludovico il Moro, e poi giunsero come dote al conte Galeazzo Sanseverino (1489-1499) che di Ludovico aveva sposato la figlia Bianca Giovanna Sforza. In seguito Castel San Giovanni passò, per un certo tempo, alla duchessa Beatrice d'Este, per donazione del marito Ludovico.
Dopo l'occupazione francese del Ducato di Milano, le contee di Bobbio, Voghera, la signoria di Castel San Giovanni e tutti feudi vermeschi furono prima assegnati a Bernardino Da Corte (1499-1500), poi al conte Ludovico di Lussemburgo (1500-1504), conte di Ligny. Dopo la morte di Ludovico Luigi XII di Francia assegnò il feudo di Castel San Giovanni al marchese di Busseto Antonio Maria Pallavicino, nobile del territorio piacentino nello Stato Pallavicino. Nel 1525 i Dal Verme riottennero tutti i feudi di Bobbio e Voghera e della val Tidone, con conferma imperiale, ma nonostante i ricorsi non rimase loro preclusa la signoria di Castel San Giovanni e di Sarmato.
Nel 1545 alla formazione del Ducato di Parma e Piacenza il feudo di Castel San Giovanni diventato piacentino venne assegnato definitivamente ai Farnese che progressivamente entrarono in possesso di quasi tutta la Val Tidone.
Nel corso della seconda guerra mondiale, nel periodo dell'occupazione tedesca e della Repubblica Sociale Italiana, Castel San Giovanni fece esperienza delle persecuzioni antiebraiche con l'arresto in paese di Tina Pesaro il 1 dicembre 1943 e la sua deportazione ad Auschwitz.

### Simboli
Lo stemma del comune, attestato già nel XV secolo, è stato riconosciuto con decreto del capo del governo del 20 maggio 1930.
Il gonfalone municipale, concesso con D.P.R. del 24 settembre 2010, è un drappo di rosso.

## Monumenti e luoghi d'interesse
- Villa Braghieri-Albesani del XVIII secolo
- La collegiata di San Giovanni Battista (XIV secolo) con portali barocchi, dove è conservato un pregevole Crocefisso ligneo del 1496, opera di collaborazione tra Giacomo del Maino e di suo figlio Giovanni Angelo.
- L'antica chiesetta di San Rocco (XV secolo).
- La chiesetta della Torricella (XVI secolo).
- Impianto idrovoro di sollevamento di Pievetta

## Società

### Evoluzione demografica
Abitanti censiti

Nelle frazioni di Bosco Tosca e di Pievetta, situate a circa 5 km dal capoluogo comunale lungo l'argine del fiume Po, si insediarono nel Seicento comunità arbëreshë, le uniche dell'Italia settentrionale, testimoniate dalla persistenza dei cognomi "Albanesi" e "Tosca" e dal mantenimento di usi funerari e tradizioni culinarie distinte.

### Etnie e minoranze straniere
Al 31 dicembre 2022 la popolazione straniera era di 3 417 persone, pari al 21,32% della popolazione.

## Cultura

### Musei
- Il Museo etnografico della Val Tidone è allestito nelle cantine di Villa Braghieri[12]

## Economia
Un tempo a vocazione agricola, la città oggi vede svilupparsi l'industria alimentare, chimica e meccanica. Inoltre si rileva una discreta presenza di imprese legate all'artigianato, soprattutto quello riguardante l'abbigliamento (maglierie e scialli), ed alla produzione di imballaggi e bottoni. Si esportano formaggi e uva da tavola, è praticato l'allevamento del bestiame e vi sono fabbriche di materiale refrattario e cemento. Il commercio è favorito dalla vicinanza all'autostrada A21 e alla ferrovia Alessandria-Piacenza. Nei pressi del casello autostradale di Castel San Giovanni è collocato un polo di interscambio merci.
Nel paese si trova la sede logistica di Amazon (azienda statunitense di commercio elettronico) più grande d'Italia. Nel comune si trova anche l’unico deposito logistico di Leroy Merlin Italia.

## Infrastrutture e trasporti

### Tranvie
Tra il 1893 e il 1938 Castel San Giovanni fu servita dalla tranvia Piacenza-Pianello-Nibbiano.

### Ferrovie

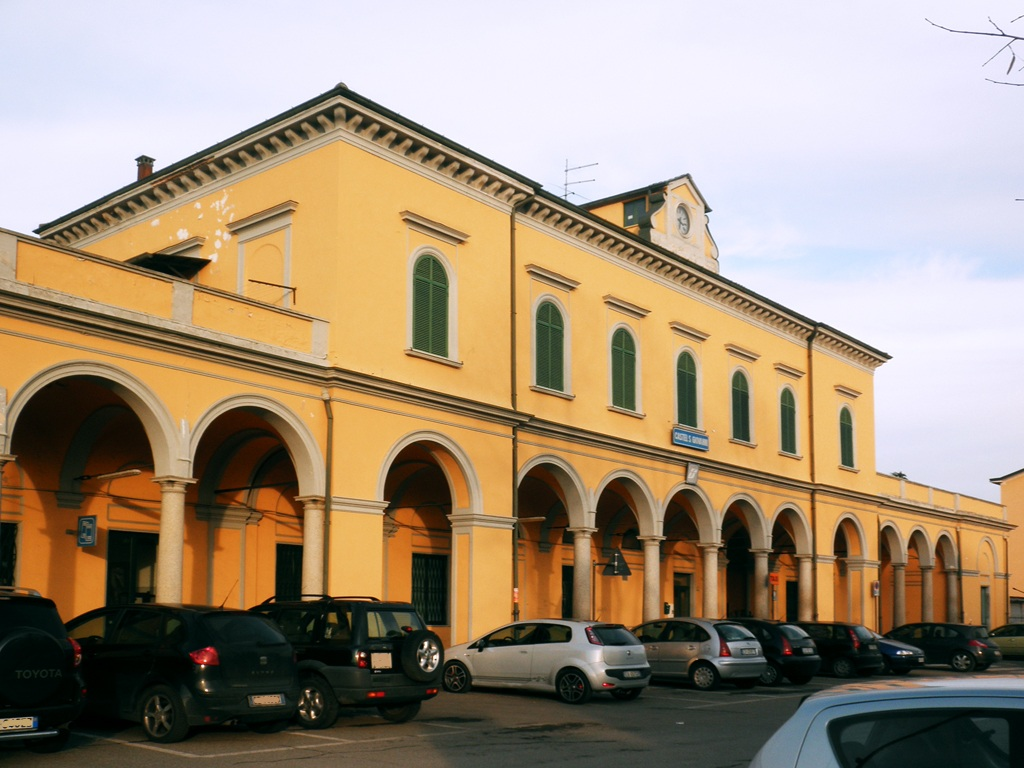
La stazione ferroviaria del paese.

Il paese è servito da una stazione ferroviaria ubicata sulla ferrovia Alessandria-Piacenza.

## Amministrazione
Di seguito è presentata una tabella relativa alle amministrazioni che si sono succedute in questo comune.
| Periodo         | Periodo         | Primo cittadino        | Partito                                                                    | Carica  | Note   |
| --------------- | --------------- | ---------------------- | -------------------------------------------------------------------------- | ------- | ------ |
| 6 aprile 1989   | 26 giugno 1990  | Piera Angela Ferrari   | Democrazia Cristiana                                                       | Sindaco | [ 14 ] |
| 26 giugno 1990  | 16 ottobre 1992 | Vittorio Silva         | Partito Democratico della Sinistra, Partito Comunista Italiano             | Sindaco | [ 14 ] |
| 16 ottobre 1992 | 24 aprile 1995  | Anerio Quadrelli       | Partito Socialista Italiano                                                | Sindaco | [ 14 ] |
| 24 aprile 1995  | 28 giugno 1999  | Aldo Bersani           | centro-sinistra                                                            | Sindaco | [ 14 ] |
| 28 giugno 1999  | 14 giugno 2004  | Aldo Bersani           | lista civica di centro-sinistra                                            | Sindaco | [ 14 ] |
| 14 giugno 2004  | 8 giugno 2009   | Carlo Giovanni Capelli | lista civica di centro-destra                                              | Sindaco | [ 14 ] |
| 8 giugno 2009   | 26 maggio 2014  | Carlo Giovanni Capelli | Il Popolo della Libertà, Lega Nord                                         | Sindaco | [ 14 ] |
| 26 maggio 2014  | 27 maggio 2019  | Lucia Fontana          | lista civica di centro-destra: Castello nel cuore                          | Sindaco | [ 14 ] |
| 27 maggio 2019  | 10 giugno 2024  | Lucia Fontana          | lista civica di centro-destra: Castello nel cuore                          | Sindaco | [ 14 ] |
| 10 giugno 2024  | in carica       | Valentina Stragliati   | lista civica di centro-destra: Castellani con Valentina Stragliati sindaco | Sindaco | [ 14 ] |

### Gemellaggi
- Slunj

## Sport
Le squadre calcistiche di Castel San Giovanni sono la Castellana Fontana che gioca in Promozione e l'Oratorio San Filippo Neri che milita nel campionato di Seconda Categoria.
Nella pallavolo la Castellana Volley milita nel campionato regionale di serie C maschile, oltre che nella prima, nella seconda e nella terza divisione femminile (inoltre era presente una squadra di pallanuoto maschile, dal nome C.S.G. WP).